# Застинка
Застинка (рум. Zastînca) — село в Молдові у Сороцькому районі. Розташоване поблизу міста Сороки.